# Говен, Жоэль
Жоэль Говен (фр. Joël Gauvin; род. 24 июля 1939, Бриансон) — французский хоккеист, защитник. Участник зимних Олимпийских игр 1968 года.

## Биография
Жоэль Говен родился 24 июля 1939 года во французском городе Бриансон.
Занимался хоккеем с шайбой в «Гренобле».
В 1964—1968 годах играл на позиции защитника за «Гренобль» — первый сезон во второй лиге, остальные в первой. Дебютировал в чемпионате Франции 3 января 1965 года в 15-летнем возрасте. В составе Гренобля дважды становился призёром чемпионата, выиграв бронзовую медаль в 1966 году и серебряную в 1968-м. В 1968 году перебрался в «Виллар-де-Ланс», за который выступал до 1972 года. В его состав дважды завоёвывал бронзовые медали (1970—1971).
В 1968 году вошёл в состав сборной Франции по хоккею с шайбой на зимних Олимпийских играх в Гренобле, занявшей 14-е место. Играл на позиции защитника, провёл 5 матчей, шайб не забрасывал.
Одним из наиболее ярких эпизодов игровой карьеры называл матч с гастролировавшей по Франции командой ветеранов в 1967 году, в котором Говен действовал против знаменитого канадского нападающего Мориса Ришара.